# هيكتور نوغويرا
هيكتور نوغويرا (بالإسبانية: Héctor Noguera)‏ هو مخرج تشيلي، ولد في 8 يوليو 1937 في سانتياغو في تشيلي.

## وصلات خارجية
- هيكتور نوغويرا على موقع IMDb (الإنجليزية)
- هيكتور نوغويرا على موقع ألو سيني (الفرنسية)
- هيكتور نوغويرا على موقع أول موفي (الإنجليزية)
- هيكتور نوغويرا على موقع قاعدة بيانات الأفلام السويدية (السويدية)
- هيكتور نوغويرا على موقع قاعدة بيانات الفيلم (الإنجليزية)
- هيكتور نوغويرا على موقع كينوبويسك (الروسية)